# Intentional Red

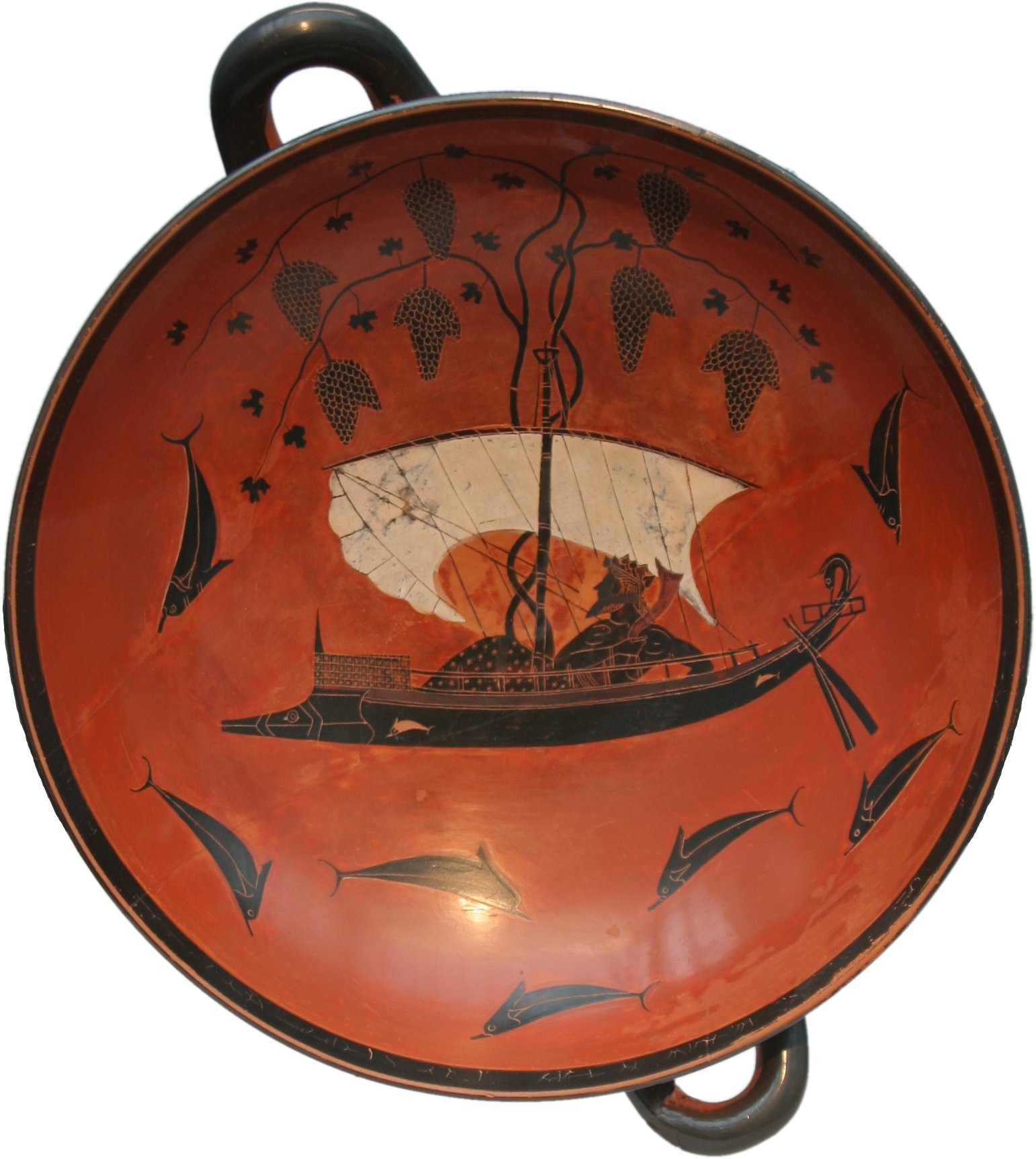
Dionysos-Schale des Exekias, Staatliche Antikensammlungen, München

Als Intentional Red, üblicherweise bekannt auch unter den englischen Begriffen Intentional Red Glaze/Gloss, Coral-red Gloss und sealing-wax pottery, seltener unter dem deutschen Begriff Korallenroter Grund, wird in der Klassischen Archäologie eine Spezialtechnik der Schwarzfigurigen und Rotfigurigen Vasenmalerei bezeichnet.

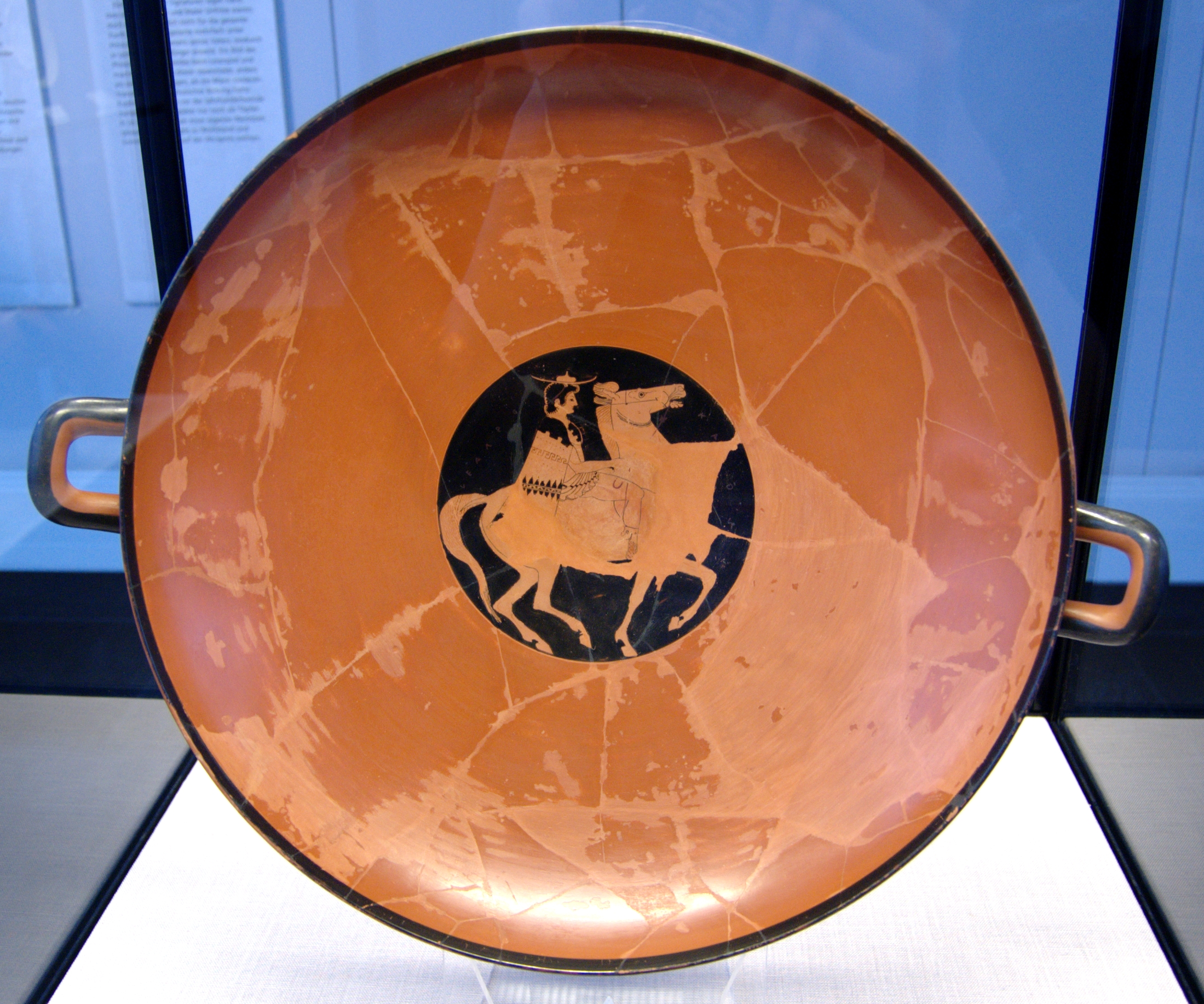
Reiter auf einer Schale des Töpfers Exekias und des Vasenmalers Euphronios mit der Inschrift ΛΕΑΓΡΟ[Σ] ΚΑ[Λ]ΟΣ (»Leagros ist schön«), um 510/500 v. Chr., Staatliche Antikensammlungen München; das Tondo-Bildnis des Reiters wurde im rotfigurigen Stil gezeichnet, während der übrige Schalengrund im korallenroten Grund ausgeführt wurde.

Der korallenrote Grund wurde während der 530er Jahre v. Chr. in Athen entwickelt. Zu dieser Zeit erfasste eine große Dynamik die Töpfer und Vasenmaler in Athen. Mit immer neuen Stilen und Techniken wurde experimentiert: der Six'schen Technik, der Weißgrundigen Vasenmalerei, der Relieflinie und schließlich dem Rotfigurigen Stil. Persönlichkeiten wie die Töpfer Nikosthenes und Kachrylion oder der Töpfermaler Exekias beeinflussten die Entwicklung sowohl künstlerisch, wie wirtschaftlich.
Als Erfinder des Stils gilt Exekias, der wohl bedeutendste und innovativste der schwarzfigurigen Vasenmaler. Seine Dionysos-Schale aus der Zeit um das Jahr 535 v. Chr., die von Exekias als Töpfer signiert wurde, gilt als ältestes Werk des Stils und als eine der berühmtesten antiken griechischen Vasen überhaupt. Auch unter den folgenden Stücken finden sich in erster Linie Schalen, daneben auch Phialen und Volutenkratere. Einige der bekanntesten Vasenmaler ihrer Zeit, etwa Sotades, Psiax, Skythes, der Berliner Maler, der Kleophrades-Maler und Euphronios, verzierten Vasen in dem Stil. Bei den Töpfern ist neben den genannten Namen auch Hegesiboulos als Schöpfer bekannt. Manche Maler wie Piax und Exekias fügten ihren Bildern zusätzlich rote und weiße Farbe zu, wie es beim schwarzfigurigen Stil nicht unüblich war. Es wird angenommen, dass der Stil kaum zehn Jahre in nennenswerter Weise angewendet wurde. Die spätesten Arbeiten werden etwa 100 Jahre nach der Erfindung des Stils datiert.
Der englische Begriff intentional red spielt darauf an, dass anders als bei Fehlbränden – sogenannte accidental-red-Keramik, also versehentliches Rot – die rote Farbe geplant war. Der Zusatz korallenrot bezieht sich zudem auf den rotfigurigen Stil, von dem es damit unterschieden wird. Dabei sind die Figuren des rotfigurigen Stils anders als der Hintergrund des korallenroten Grundes orange. Manchmal erscheinen auch Fehlbrände wie Vasen der korallenroten Form.